# Charancieu
Charancieu is een gemeente in het Franse departement Isère (regio Auvergne-Rhône-Alpes) en telt 563 inwoners (1999). De plaats maakt deel uit van het arrondissement La Tour-du-Pin.

## Geografie
De oppervlakte van Charancieu bedraagt 5,5 km², de bevolkingsdichtheid is 102,4 inwoners per km².
De onderstaande kaart toont de ligging van Charancieu met de belangrijkste infrastructuur en aangrenzende gemeenten.

## Demografie
Onderstaande figuur toont het verloop van het inwonertal (bron: INSEE-tellingen).